# پلنت سیتی (فلوریدا)
پلنت سیتی (به انگلیسی: Plant City) شهری در شهرستان هیلزبورو ایالت فلوریدا است که در سال ۱۸۸۵ بنیان‌گذاری شده‌است. این شهر طبق سرشماری سال ۲۰۱۰ میلادی، ۳۴٬۷۲۱ نفر جمعیت داشته و مساحت آن نیز ۵۸٫۹ کیلومتر مربع است.